# Alcis angulifera
Alcis angulifera är en fjärilsart som beskrevs av Butler 1878. Alcis angulifera ingår i släktet Alcis och familjen mätare. Inga underarter finns listade i Catalogue of Life.